# Nguyễn Văn Hưởng (thượng tướng)
Nguyễn Văn Hưởng (sinh năm 1946 ở phường Xuân Sơn, thị xã Đông Triều, tỉnh Quảng Ninh) là Thượng tướng Công an nhân dân Việt Nam, nguyên Thứ trưởng Bộ Công an, nguyên Tổng cục trưởng Tổng cục An ninh trước khi chuyển sang làm Phái viên Tư vấn cho Thủ tướng Nguyễn Tấn Dũng về an ninh và tôn giáo.

## Sự nghiệp
Ông Hưởng trước khi là Thứ trưởng từng là Tổng cục trưởng Tổng cục An ninh, Bộ Công an.
Ông Hưởng từng là thành viên Ban Chỉ đạo tái cơ cấu Vinashin.
Ông Hưởng từng là Ủy viên Trung ương Đảng khóa 9 (2001-2006) và khóa 10 (2006-2010), đóng vai trò quan trọng trong việc ra quyết định xử một số nhân vật đấu tranh dân chủ hoặc vận động nhân quyền. Ông Hưởng đã bác bỏ những lo ngại của Hoa Kỳ về nhân quyền, ông Hưởng cũng đề nghị chính phủ Mỹ "có hành động đối với các nhóm "thù địch" ở Hoa Kỳ gồm có các ông Kok Ksor, Võ Văn Ái, Nguyễn Hữu Chánh và đảng Việt Tân.
Ông Hưởng nhận Huân chương Quân công hạng nhất cho chuyên án C509 (Bộ Công an), chuyên án đấu tranh với tổ chức bị Chính phủ coi là phản động do Lê Công Định, Trần Huỳnh Duy Thức, Lê Thăng Long và Nguyễn Tiến Trung đứng đầu.
Ông Hưởng trong một thời gian dài cũng đại diện ngành an ninh trong các tiếp xúc cấp cao với quan chức ngoại giao nước ngoài, nhất là Hoa Kỳ. Năm 2011, ông còn nhận lời làm cố vấn an ninh cho công ty tổ chức giải bóng đá Ngoại hạng ở Việt Nam.
Tài liệu do Wikileaks công bố cho thấy ông Hưởng khi còn tại chức đã tỏ ý trách cứ Hoa Kỳ không đứng về phía Việt Nam ở Biển Đông.
Điện tín rò rỉ từ Đại sứ quán Mỹ ở Hà Nội đánh giá thấp hiểu biết của Thượng tướng Công an Nguyễn Văn Hưởng về Hoa Kỳ khi còn tại chức: "Sự phân tích của ông Hưởng về các chính khách Hoa Kỳ và "các thế lực chống Việt Nam" cho thấy sự thiếu hiểu biết về hệ thống của Hoa Kỳ và phân tích rất kém cỏi".
Ông Hưởng nghỉ hưu từ 1/3/2013 theo Quyết định số 360/QĐ - TTg của Thủ tướng Chính phủ Nguyễn Tấn Dũng. Quyết định này là tuân theo Quyết định số 690-QĐNS/TW của Bộ Chính trị đã ra ngày 31/1/2013 về việc ông Hưởng nghỉ hưu.

## Gia đình
Con trai ông Hưởng là đại tá Nguyễn Duy Linh. Đang thi hành án 14 năm từ từ 2021, cựu phó tổng cục trưởng Tổng cục Tình báo, bị truy tố về tội nhận hối lộ từ Vũ nhôm.